# Arrondissement di Saumur
L'arrondissement di Saumur è un arrondissement dipartimentale della Francia situato nel dipartimento del Maine e Loira, nella regione dei Paesi della Loira.

## Composizione
L'arrondissement è composto da 112 comuni raggruppati in 10 cantoni:
- cantone di Allonnes
- cantone di Baugé
- cantone di Doué-la-Fontaine
- cantone di Gennes
- cantone di Longué-Jumelles
- cantone di Montreuil-Bellay
- cantone di Noyant
- cantone di Saumur-Nord
- cantone di Saumur-Sud
- cantone di Vihiers